# Guillem de Prússia (príncep hereu de Prússia)

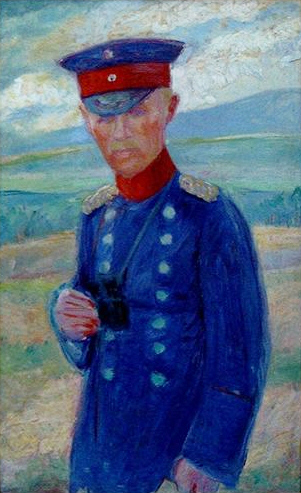
Guillem de Prússia, quadre de Johannes Martini, 1905.

Guillem de Prússia (Potsdam, 6 de maig de 1882 - Hechingen, 20 de juliol de 1951) fou un aristòcrata prussià, príncep hereu de Prússia i d'Alemanya, últim de l'ancestral casa dels Hohenzollern.
L'any 1905 es casà a Berlín amb la duquessa Cecília de Mecklenburg-Schwerin, filla del gran duc Frederic Francesc III de Mecklenburg-Schwerin i de la gran duquessa Anastàsia de Rússia. La parella s'establí a Potsdam on es construí el Cecilienhoff. La parella tingué els següents fills:
- SAR el príncep Guillem de Prússia, nat el 1906 a Potsdam i mort el 1940 en combat a França. Es casà el 1933 a Bonn amb Dorotea von Salvati.

- SAR el príncep Lluís Ferran de Prússia, nat el 1907 a Potsdam i mort el 1994 a Bremen. Es casà el 1938 amb la gran duquessa Kira de Rússia a Haus Doorn.

- SAR el príncep Humbert de Prússia, nat el 1909 a Potsdam i mort el 1950 a Windhoek. Es casà en primeres núpcies amb la baronessa Maria von Humboldt-Dachroeden el 1941 de la qual es divorcià dos anys després per casar-se amb la princesa Magdalena de Reuss.

- SAR el príncep Frederic Jordi de Prússia, nat el 1911 a Berlín i mort el 1966 a Reinhartshausen. Es casà amb lady Brigid Guinness el 1945.

- SAR la princesa Alexandrina de Prússina, nada el 1915 a Berlín i morta el 1980 a Starnberg.

- SAR la princesa Cecília de Prússia, nada a Potsdam el 1917 i morta el 1975 al castell Königstein. Es casà amb Clyde Kenneth Harris el 1949 a Sigmaringen.

Durant la seva joventut, la seva persona fou associada amb els cercles més conservadors i militaristes d'Alemanya. Durant la Primera guerra mundial participà activament en el front occidental dirigint l'ofensiva contra França.
Amb la caiguda de la monarquia a Alemanya l'any 1918, Guillem hagué de marxar a l'exili i s'establí als Països Baixos junt amb el seu pare, el kàiser Guillem II de Prússia. Malgrat tot, la seva muller pogué romandre tranquil·lament a Alemanya. L'any 1923, Guillem retornà al país.
Aviat se sentí atret pels moviment d'extrema dreta i del nacionalsocialisme malgrat que la seva participació en el moviment nazi és molt exigua, a diferència d'altres membres de la seva família. Durant la Segona Guerra Mundial visqué com un ciutadà més.
Morí l'any 1951 a Hechingen i fou enterrat al Castell de Sigmaringen.
.